# مارسلو لیپاتین
مارسلو لیپاتین (انگلیسی: Marcelo Lipatín؛ زادهٔ ۲۸ ژانویهٔ ۱۹۷۷) بازیکن فوتبال اهل اروگوئه بود.
از باشگاه‌هایی که در آن بازی کرده‌است می‌توان به باشگاه فوتبال باری، باشگاه فوتبال کوریتیبا، باشگاه فوتبال مونته‌ویدئو واندررز، باشگاه فوتبال آمریکا، باشگاه ورزشی ماریتیمو، باشگاه فوتبال گیانینا، باشگاه فوتبال گرمیو، باشگاه فوتبال پاری سن-ژرمن، باشگاه ورزشی تروفنس، باشگاه فوتبال یوکوهاما مارینوس، باشگاه ورزشی ناسیونال، و باشگاه ورزشی دفنسور اشاره کرد.